# 기본소득정책연구소
기본소득정책연구소는 기본소득당 산하의 정책 연구원이다. 기본소득이나, 기본주택과 관련된 정책을 개발한다. 2020년 10월 15일 총회를 통해 설립하고 기본소득당 신지혜 대표를 이사장으로 선출했다.

## 역대 이사장
- 1대 신지혜 이사장